# Karl Günther Zimmer
Karl Günther  Arthur Zimmer (* 12. Juli 1911 in Breslau; † 29. Februar 1988 in Karlsruhe) war ein deutscher Physiker (insbesondere Biophysiker) und Erfinder. Er war zusammen mit Max Delbrück und Nikolai Timofejew-Ressowski Verfasser der zunächst wenig beachteten „Dreimännerarbeit“ „Über die Natur der Genmutation und der Genstruktur“ von 1935.

## Leben
Seine Eltern waren der Ministerialamtmann Arthur Zimmer und seine Ehefrau Elsa, geb. Geipel. In seiner Kindheit zog die Familie nach Berlin und er besuchte das Helmholtz-Realgymnasium in Berlin-Schöneberg. Zimmer studierte von Mai 1929 bis Mai 1933 Physik, Chemie und Philosophie an der Friedrich-Wilhelms-Universität in Berlin. Nach seinem Studium war er in der Genetischen Abteilung des Kaiser-Wilhelm-Instituts für Hirnforschung in Berlin-Buch von 1934 bis 1945 tätig. Er arbeitete an strahlengenetischen Problemen, etwa der Erzeugung von Chromosomenmutationen durch Röntgenstrahlen. Von 1945 bis 1955 musste er am sowjetischen Atomprogramm in Russland mitarbeiten. Nach 1955 war er Privatdozent in Hamburg und Stockholm. Zimmer war Mitglied des Arbeitskreises IV/4 Strahlenbiologie der am 21. Dezember 1955 gegründeten Deutschen Atomkommission und führte strahlengenetische Versuche an Drosophila durch und (laut Klee) „geheime Kriegsaufträge für Luftwaffe und Heer“ aus. Ab 1957 leitete er das Institut für Strahlenbiologie im Kernforschungszentrum Karlsruhe und war von 1957 bis 1979 ordentlicher Professor für Strahlenbiologie an der Universität Heidelberg. Zimmer war seit 1940 mit Elisabeth Charlotte Cron (1917–2003) verheiratet. Er verstarb in Karlsruhe an einem Herzinfarkt.
Seine letzte Ruhestätte fand er nach einer Umbettung im Jahr 1990 im Grab seiner Eltern auf dem Südwestkirchhof Stahnsdorf.

## Veröffentlichungen (Auswahl)
- Juni 1935: Über die Natur der Genmutation und der Genstruktur, (gemeinschaftlich mit dem Genetiker Nikolaj Vladimirovich Timoféeff-Ressovsky (1900–1981) und dem theoretischen Physiker Max Delbrück)
- 1937: Monographie zum Wesen, der Erzeugung und der biologischen Wirkung von Strahlen
- 1947: Das Trefferprinzip in der Biologie (gemeinschaftlich mit Timoféeff-Ressovsky)